# Gösta Ekman
Hans Gösta Gustaf Ekman  28. července 1939 – 1. duben 2017) byl švédský herec, komik, režisér a spisovatel. Je dvojnásobným držitelem ocenění Zlatohlávek, na tuto švédskou filmovou cenu byl nominován celkem čtyřikrát.

## Kariéra
Gösta Ekman se narodil ve Stockholmu jako syn režiséra Hasse Ekman a Agnety Ekmanové (rodným jménem Wrangelová). Gösta Ekman představuje třetí generaci v rodině významných švédských herců. V první generaci to byl jeho dědeček, Gösta Ekman starší, následovaný jeho otcem (Hasse Ekman), který byl úspěšný filmový režísér a také herec. Do herecké rodiny Ekmanů patří také jeho bratři Stefan Ekman a Mikael Ekman, divadelní režiséři a jeho neteř, herečka Sanna Ekmanová. Od roku 1989 byla jeho manželkou herečka a filmová režisérka Marie-Louise Ekmanová, dříve Marie-Louise De Geer Bergenstråhle, rozená Fuchsová. Ekman bývá někdy v titulcích filmů nebo filmových databází označován jako Gösta Ekman Jr. (mladší), aby se vyhnulo záměně s jeho dědečkem, také známým hercem.
V letech 1956 až 1961 byl asistentem několika významných režisérů: Per-Axel Branner, Hasse Ekman, Stig Olin, Bengt Ekerot a Ingmar Bergman. Ekman začal svou kariéru divadelního herce v divadlech Alléteatern (1956 až 1957), Munkbroteatern (1959) a Stockholmské městské divadlo (Stockholms stadsteater, 1960). Objevil se také v řadě švédských filmů, včetně švédské komediální série Jönssonligan. Nejznámější je právě pro svá komediální díla, zvláště ve spolupráci s komickou dvojicí Hasse & Tage, se kterou hrál na divadle i ve filmu, často zde měl hlavní roli. Jeho filmová kariéra však zahrnuje mnoho žánrů, včetně série šesti filmů, ve kterých hrál hlavní roli známého švédského kriminalisty Martina Becka (tyto filmy jsou založeny na literární předloze švédské autorské dvojice Maj Sjöwallová – Per Wahlöö, tzv. romány o zločinu).
Svou divadelní a filmovou kariéru oficiálně ukončil v roce 2003, ale v roce 2005 se vrátil, aby zahrál hlavní role ve dvou filmech jeho ženy (Asta Nilssons sällskap a Pingvinresan). V roce 2007 pak režíroval hru Gäckanden pro Královské dramatické divadlo (Kungliga Dramatiska Teatern), které je nejvýznamnějším divadlem ve Stockholmu a jedno z nejznámějších divadel v Evropě. Z filmů, které byly uvedeny také v České republice (alespoň na některém festivalu) zmiňme Muž, který přestal kouřit (1973), Adam a Eva (1997) nebo Iluze – film o vlaku (2003).

## Osobní život
Od roku 1963 do 1974 byla jeho ženou Fatima Svendsenová (narozená 1944), což byla adoptivní dcera švédského režiséra, spisovatele a herce Karl Gerharda. V roce 1964 se jim narodil syn Måns Ekman. Od roku 1979 do roku 1987 byla jeho ženou Pia Harahapová (narozená 1955), se kterou adoptovali dvě děti. Od roku 1989 až do jeho smrti v roce 2017 byla jeho manželkou Marie-Louise Ekmanová (narozená 1944). Gösta Ekman zemřel 1. dubna 2017, ve věku 77 let.

## Ocenění a nominace
Gösta Ekman byl třikrát nominován na ocenění Guldbaggen (Zlatohlávek: ocenění švédského filmového průmyslu) v kategorii hlavní nebo vedlejší role, v roce 1973 tuto cenu získal za hlavní roli ve snímku Muž, který přestal kouřit. Navíc film Muž na balkóně, kde hrál hlavní roli kriminalisty Martina Becka byl na toto ocenění nominován celkem čtyřikrát, cenu nakonec získal pouze jednou za nejlepší scénář. Tento film byl natočen podle stejnojmenné literární předlohy autorské dvojice Maj Sjöwallová a Per Wahlöö. Kromě toho v roce 2007 byl nominován počtvrté a získal druhého, zvláštního Zlatohlávka (švédsky Hedersguldbaggen) jako Cenu za celoživotní přínos švédskému filmu a divadlu.

## Výběrová filmografie
- 2005 – Asta Nilssons sällskap (hlavní role + režie: Gösta Ekman a Marie-Louise Ekmanová)[5]
- 2003 – Skenbart – en film om tåg: česky Iluze – film o vlaku (festivalový název), nominace na Zlatohlávek za vedlejší roli. Film se odehrává krátce po válce, v prosinci 1945 ve vlaku ze Stocholmu do Berlína. [6]
- 2000 – En fot i graven (TV seriál)
- 2000 – Soldater i månsken (minisérie)
- 2000 – Det blir aldrig som man tänkt sig
- 1997 – Adam & Eva, komedie: česky (vysíláno na ČT) Adam a Eva[7]
- 1996 Nu är pappa trött igen! – komedie, nominace na Zlatohlávek za hlavní roli, druhá nominace Chatarina Larssonová za vedlejší roli. [8]
- 1995 – En på miljonen
- 1994 – Stockholm Marathon: velmi volně podle románu Teroristé, hlavní postava Martin Beck.
- 1994 – Polismördaren: podle románu Vrah policistů, hlavní postava Martin Beck.
- 1993 – Mannen på balkongen, podle románu Muž na balkóně, hlavní postava Martin Beck. Film byl celkem čtyřikrát nominován na ocenění Zlatohlávek, tuto cenu nakonec získal za nejlepší scénář.
- 1993 – Polis polis potatismos!, podle románu Policie pomo pije, hlavní postava Martin Beck.
- 1993 – Brandbilen som försvann, podle románu Zmizelé hasičské auto, hlavní postava Martin Beck.
- 1993 – Roseanna, podle románu Roseanna, hlavní postava Martin Beck.
- 1992 – Vennerman och Winge (TV seriál)
- 1991 – Duo Jag (TV seriál)
- 1990 – Den hemliga vännen
- 1989 – Jönssonligan på Mallorca
- 1988 – Vargens tid
- 1986 – Jönssonligan dyker upp igen
- 1986 – Morrhår och ärtor: rovněž režisér filmu
- 1985 – Dödspolare
- 1984 – Jönssonligan får guldfeber
- 1984 – Magister Flykt (vypravěč)
- 1984 – Slagskämpen
- 1983 – P&B
- 1983 – Kalabaliken i Bender
- 1982 – Den enfaldige mördaren (Hasse & Tage film)
- 1982 – Jönssonligan och Dynamit-Harry
- 1982 – Gräsänklingar
- 1981 – Varning för Jönssonligan
- 1981 – SOPOR (Hasse & Tage film)
- 1980 – Mannen som blev miljonär
- 1979 – En kärleks sommar
- 1978 – Picassos äventyr (Hasse & Tage film), česky Piccasova dobrodružství
- 1978 – En vandring i solen
- 1976 – Ansikte mot ansikte: česky Tváří v tvář, scénář a režie Ingmar Bergman.
- 1976 – En dåres försvarstal (TV seriál)
- 1975 – Släpp fångarne loss, det är vår! (Hasse & Tage film)
- 1975 – Ägget är löst! (Hasse & Tage film)
- 1973 – Kvartetten som sprängdes (TV seriál)
- 1972 – Mannen som slutade röka: (Hasse & Tage film), komedie, česky Muž, který přestal kouřit, získáno ocenění Zlatohlávek za hlavní roli.[9]
- 1972 – Experimentlek
- 1971 – Äppelkriget (Hasse & Tage film)
- 1971 – Niklas och figuren
- 1969 – Duett för kannibaler
- 1969 – Som natt och dag
- 1969 – Spader, Madame!
- 1968 – I huvet på en gammal gubbe (Hasse & Tage film)
- 1968 – Jag älskar, du älskar
- 1966 – Yngsjömordet
- 1965 – Att angöra en brygga (Hasse & Tagefilm)
- 1965 – Niklasons (TV seriál)
- 1965 – Festivitetssalongen
- 1965 – Nattcafé
- 1964 – Äktenskapsbrottaren
- 1964 – Svenska bilder (Hasse & Tage film)
- 1962 – Chans
- 1962 – Nils Holgerssons underbara resa
- 1956 – Swing it, fröken

## Fotogalerie

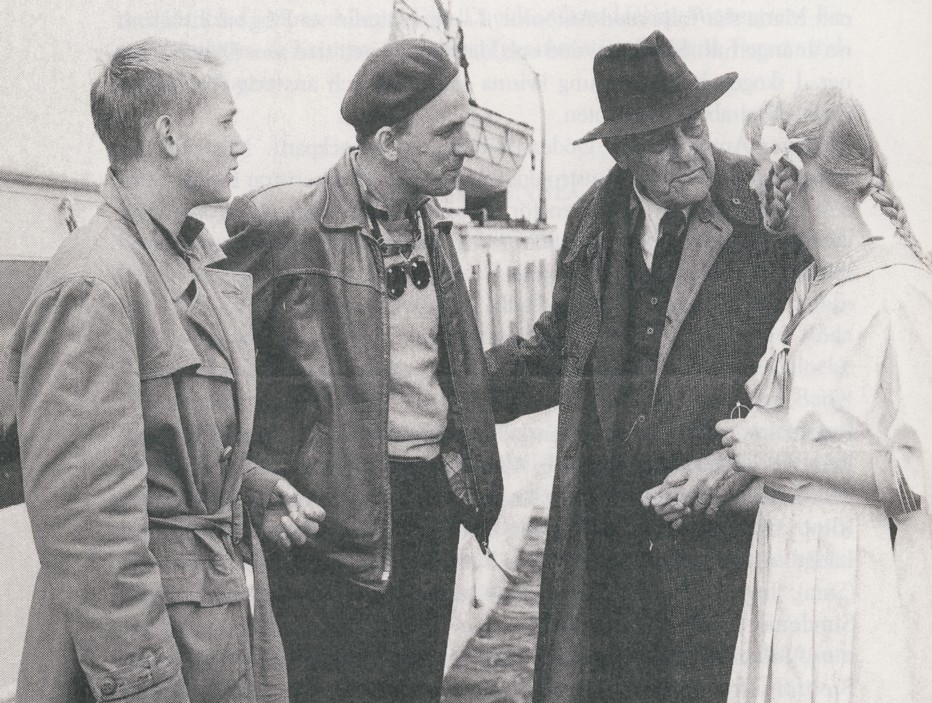
Zleva: Gösta Ekman, Ingmar Bergman, Victor Sjöström a Lena Bergmanová během natáčení filmu Lesní jahody (1957)
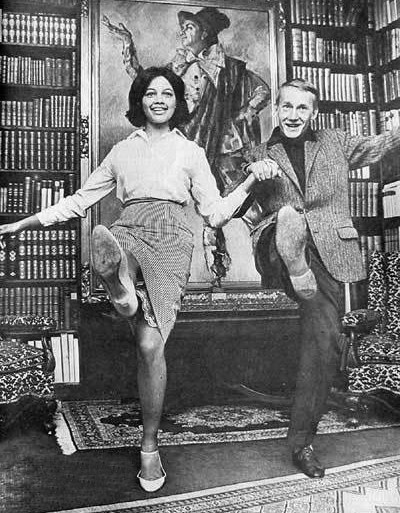
Fatima a Gösta Ekmanovi (1962)
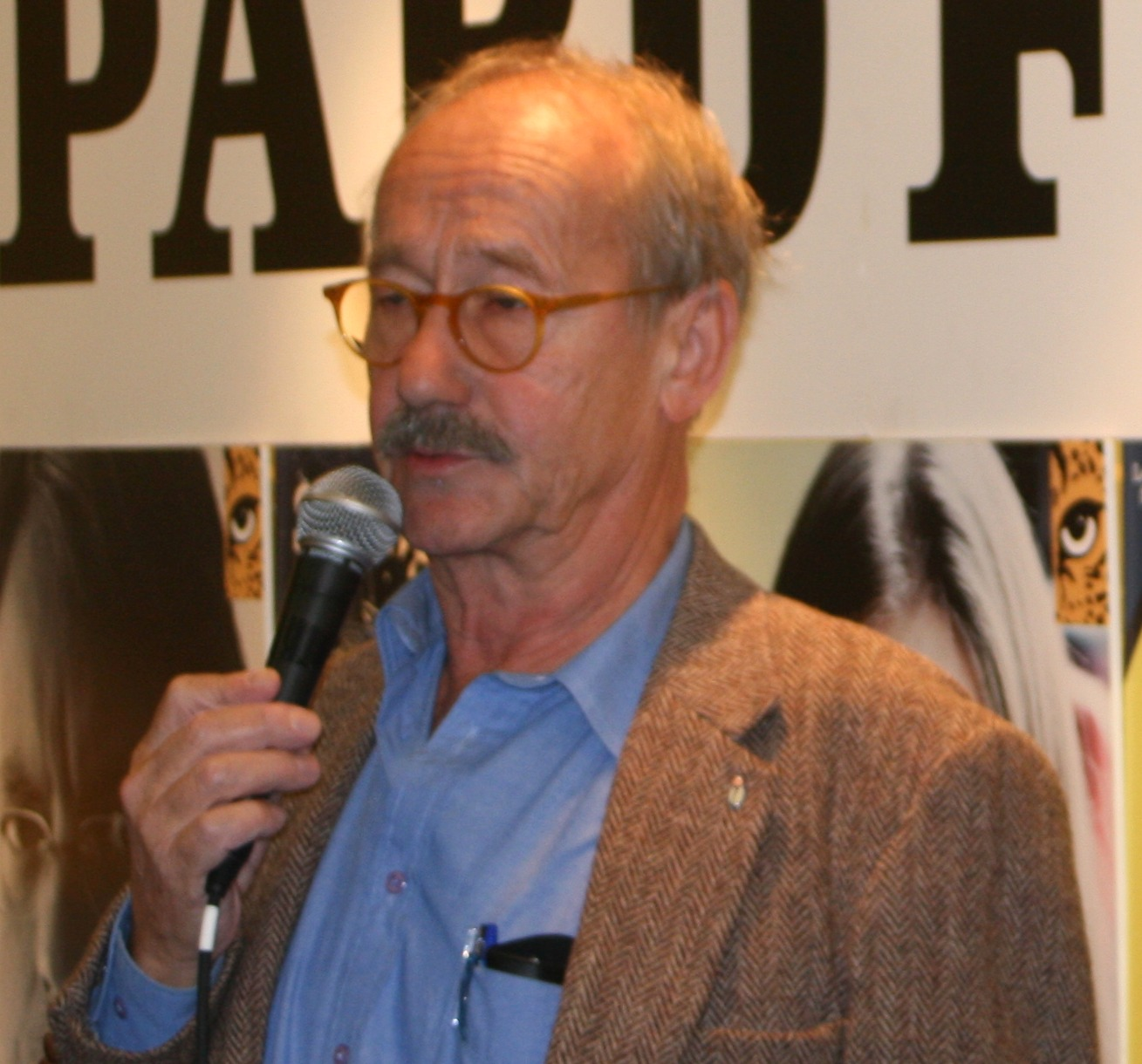
Na knižním veletrhu Göteborg 2010